# Municipio de Normandy
El municipio de Normandy (en inglés: Normandy Township) es un municipio ubicado en el condado de San Luis en el estado estadounidense de Misuri. En el año 2010 tenía una población de 32516 habitantes y una densidad poblacional de 1.497,79 personas por km².

## Geografía
El municipio de Normandy se encuentra ubicado en las coordenadas 38°42′33″N 90°17′45″O / 38.70917, -90.29583. Según la Oficina del Censo de los Estados Unidos, el municipio tiene una superficie total de 21.71 km², de la cual 21.71 km² corresponden a tierra firme y (0%) 0 km² es agua.

## Demografía
Según el censo de 2010, había 32516 personas residiendo en el municipio de Normandy. La densidad de población era de 1.497,79 hab./km². De los 32516 habitantes, el municipio de Normandy estaba compuesto por el 12.98% blancos, el 83.44% eran afroamericanos, el 0.23% eran amerindios, el 1.16% eran asiáticos, el 0.01% eran isleños del Pacífico, el 0.56% eran de otras razas y el 1.62% pertenecían a dos o más razas. Del total de la población el 1.26% eran hispanos o latinos de cualquier raza.